# Lucifer penicillifer
Lucifer penicillifer är en kräftdjursart som beskrevs av Hansen 1919. Lucifer penicillifer ingår i släktet Lucifer och familjen Luciferidae. Inga underarter finns listade i Catalogue of Life.